# Wauchula
La ville américaine de Wauchula est le siège du comté de Hardee, dans l'État de Floride. Selon le recensement de 2010, Wauchula compte 5 001 habitants. La municipalité s'étend sur 3,33 milles carrés (8,62 km2).
Son nom provient des termes muscogee wakka (vache) et hute (maison).

## Transports
La ville est desservie par l'aéroport municipal de Wauchula, pas de code IATA, code OACI : KCHN, code FAA : CHN), situé à 8 km (5 mi) au sud-ouest du centre-ville.

## Démographie
| 1910  | 1920  | 1930  | 1940  | 1950  | 1960  |
| ----- | ----- | ----- | ----- | ----- | ----- |
| 1 099 | 2 081 | 2 574 | 2 710 | 2 872 | 3 411 |

| 1970  | 1980  | 1990  | 2000  | 2010  | - |
| ----- | ----- | ----- | ----- | ----- | - |
| 3 007 | 3 296 | 3 253 | 4 368 | 5 001 | - |